# Narciso Campero
Campero    Leyes  est un nom espagnol. Le premier nom de famille, en général paternel, est  Campero ; le second, en général maternel, souvent omis, est  Leyes.
Narciso Campero Leyes, né le 29 octobre 1813 à Tarija (Bolivie) et mort le 12 août 1896 à Sucre (Bolivie), est un militaire et un homme d'État bolivien qui a été président de la Bolivie de 1880 à 1884 et qui a obtenu le grade de général.    
La province de Narciso Campero a été nommée en son honneur.

## Biographie
Narciso Campero naît en 1813 de parents propriétaires terriens à Tarija. Il fréquente l'Université San Francisco Xavier de Chuquisaca et choisi une carrière militaire. Officier intègre, Campero se bat aux batailles de la Confédération (1836–1839) et à Ingavi (1841) contre le Pérou. Diplômé de la prestigieuse académie militaire Saint-Cyr en France, il soutient José Ballivián mais décide de prendre sa retraite. Il reste en France pendant l'ère Belzu (à partir de 1847), en signe de dégoût pour cette période que l'historien Alcides Arguedas a qualifié d'apogée des "caudillos sauvages". 
Le 24 juin 1872, il épouse la poétesse et auteure Lindaura Anzoátegui Campero.